# 2002–2003-as magyar női labdarúgó-bajnokság (másodosztály)
A magyar női labdarúgó-bajnokság másodosztályában 2002–03-ban hét csapat küzdött a bajnoki címért. A bajnoki címet a Debreceni VSC szerezte meg és jutott az NB I-be a második helyezett Terán NFK-Győr csapatával együtt.

## Végeredmény
| #  | Csapat               | M  | GY | D | V | G+ – G– | GK  | P  | Megjegyzések |
| -- | -------------------- | -- | -- | - | - | ------- | --- | -- | ------------ |
| 1. | Debreceni VSC        | 12 | 10 | 2 | 0 | 37–10   | +27 | 32 | NB I         |
| 2. | Terán NFK-Győr       | 12 | 8  | 2 | 2 | 64–18   | +46 | 26 | NB I         |
| 3. | Íris SC              | 12 | 8  | 0 | 4 | 33–11   | +22 | 24 |              |
| 4. | Pécsi MFC            | 12 | 4  | 0 | 8 | 20–28   | −8  | 12 |              |
| 5. | Algyői SK            | 12 | 4  | 0 | 8 | 23–32   | −9  | 12 |              |
| 6. | Bonyhád              | 12 | 3  | 0 | 9 | 14–75   | −61 | 9  |              |
| 7. | Renova II-MÁV Előre  | 12 | 3  | 0 | 9 | 18–36   | −18 | 6  |              |
| –. | FC Eger-Besenyőtelek | 0  | 0  | 0 | 0 | 0–0     | 0   | 0  | visszalépett |
| –. | Kecskeméti NLE       | 0  | 0  | 0 | 0 | 0–0     | 0   | 0  | kizárva      |

Utolsó frissítés: 2003. június 30. 
Forrás: RSSSF - Hungary (Women) 2002/03 
A rangsorolás alapszabályai: 1. összpontszám, 2. győzelmek száma, 3. egymás elleni eredmények összpontszáma,  4. egymás elleni eredmények gólkülönbsége, 5. egymás elleni eredmények szerzett góljainak száma 6. gólkülönbség, 7. szerzett gólok száma.
(B): Bajnokcsapat, (K): Kieső csapat, (F): Feljutó csapat, (I): Kupainduló, (R): A rájátszás győztese, (KGY): Kupagyőztes